# عملیات رجایی و باهنر
عملیات رجایی و باهنر در محور سر پل ذهاب- قراویز به صورت نیمه گسترده در تاریخ ۱۱ شهریور ۱۳۶۰ به فرماندهی مشترک انجام شد.

## اهداف عملیات
آزاد سازی ارتفاعات کوره موش ، قراویز و بازی دراز

## عملیات
این عملیات سه روز پس انفجار در دفتر نخست‌وزیری جمهوری اسلامی ایران و کشته شدن محمدعلی رجایی و محمدجواد باهنر اجرا شد و عملیات "رجایی و باهنر" نام گرفت.
این عملیات با فرماندهی مشترک ارتش  و سپاه طرح ریزی شد و در سه محور به اجرا درآمد.

عملیات در کوره موش چندان به طول نینجامید و در قراویز قله های آزاد شده تثبیت نگردید.

## منبع
- محسن رشید، گزارشی کوتاه/ مرکز مطالعات و تحقیقات جنگ سپاه پاسداران انقلاب اسلامی، ویرایش: مهدی انصاری، تهران: سپاه پاسداران انقلاب اسلامی، مرکز مطالعات و تحقیق جنگ، ۱۳۷۸، شابک: ۹۶۴-۶۳۱۵-۳۳-x

1. ↑  اطلس جنگ ایران و عراق. تهران: مرکز اسناد و تحقیقات دفاع مقدس سپاه پاسداران انقلاب اسلامی. ۱۳۸۷. صص. ۳۷. شابک ۹۷۸۹۶۴۶۳۱۵۹۹۰.